# Эффингтон (тауншип, Миннесота)
Эффингтон (англ. Effington) — тауншип в округе Оттер-Тейл, Миннесота, США. На 2000 год его население составило 297 человек.

## География
По данным Бюро переписи населения США площадь тауншипа составляет 90,7 км², из которых 85,4 км² занимает суша, а 5,3 км² — вода (5,83 %).

## Демография
По данным переписи населения 2000 года здесь находились 297 человек, 104 домохозяйства и 87 семей.  Плотность населения —  3,5 чел./км².  На территории тауншипа расположено 134 постройки со средней плотностью 1,6 построек на один квадратный километр. Расовый состав населения: 100,00 % белых.
Из 104 домохозяйств в 40,4 % воспитывались дети до 18 лет, в 75,0 % проживали супружеские пары, в 5,8 % проживали незамужние женщины и в 15,4 % домохозяйств проживали несемейные люди. 14,4 % домохозяйств состояли из одного человека, при том 6,7 % из — одиноких пожилых людей старше 65 лет. Средний размер домохозяйства — 2,86, а семьи — 3,16 человека.
28,3 % населения — младше 18 лет, 5,4 % — в возрасте от 18 до 24 лет, 24,2 % — от 25 до 44, 24,9 % — от 45 до 64, и 17,2 % — старше 65 лет. Средний возраст — 40 лет. На каждые 100 женщин приходилось 115,2 мужчин.  На каждые 100 женщин старше 18 приходилось 117,3 мужчин.
Средний годовой доход домохозяйства составлял 30 000 долларов, а средний годовой доход семьи —  31 250 долларов. Средний доход мужчин —  26 250  долларов, в то время как у женщин — 24 375. Доход на душу населения составил 13 734 доллара. За чертой бедности находились 7,9 % семей и 6,7 % всего населения тауншипа, из которых 3,1 % младше 18 и 19,2 % старше 65 лет.